# رورونوا زورو
رورونوا زورو (ロロノア・ゾロ Roronoa Zoro, در برخی از اقتباس‌های انگلیسی به صورت «Roronoa Zolo» نوشته می‌شود), همچنین با نام «شکارچی دزد دریایی» زورو (海賊狩りのゾロ Kaizoku-Gari no Zoro) نیز شناخته می‌شود، یک شخصیت داستانی ساخته‌شده توسط مانگاکای ژاپنی ائیچیرو اودا است که در مجموعه مانگا و فرنچایز رسانه‌ای وان پیس ظاهر شده‌است. اولین حضور او در فصل سوم مانگای وان پیس بود که در مجله هفته‌نامه شونن جامپ در سال ۱۹۹۷ منتشر شد. زورو اولین خدمه‌ای است که به گروه دزدان دریایی کلاه حصیری پیوست، گروهی که کاپیتان آن مانکی دی. لوفی است و او زورو را از خطر اعدام نجات داد. وی دومین فرد و قوی ترین فرد کشتی است.

## برای مطالعهٔ بیشتر
- "One Piece: Collection One". DVDTalk.